# Championnat du monde d'endurance moto 2010
Navigation
Édition précédente Édition suivante
La saison 2010 du Championnat du monde d'endurance moto est la 32e édition de cette compétition. Elle se déroule du 17 avril au 13 novembre 2010. 

## Calendrier
| N° | Date              | Course              | Circuit                         | Lieu        | État, Pays |
| -- | ----------------- | ------------------- | ------------------------------- | ----------- | ---------- |
| 1  | 17 & 18 avril     | 24 Heures du Mans   | Circuit Bugatti                 | Le Mans     | France     |
| 2  | 22 mai            | 8 heures d'Albacete | Circuit d'Albacete              | Albacete    | Espagne    |
| 3  | 25 juillet        | 8 Heures de Suzuka  | Circuit de Suzuka               | Suzuka      | Japon      |
| 4  | 11 & 12 septembre | Bol d'or            | Circuit de Nevers Magny-Cours   | Magny-Cours | France     |
| 5  | 13 novembre       | 8 Heures de Doha    | Circuit international de Losail | Doha        | Qatar      |

## Résultats
| N° | Course              | Vainqueur                                            | Moto     | Écurie                       |
| -- | ------------------- | ---------------------------------------------------- | -------- | ---------------------------- |
| 1  | 24 heures du Mans   | Julien Da Costa, Olivier Four, Grégory Leblanc       | Kawasaki | GSR Kawasaki                 |
| 2  | 6 heures d'Albacete | Vincent Philippe, Guillaume Dietrich, Freddy Foray   | Suzuki   | Suzuki Endurance Racing Team |
| 3  | 8 heures de Suzuka  | Ryuichi Kiyonari, Takaaki Nakagami, Takumi Takahashi | Honda    | Musashi RT Harc-pro          |
| 4  | Bol d'or            | Vincent Philippe, Guillaume Dietrich, Freddy Foray   | Suzuki   | Suzuki Endurance Racing Team |
| 5  | 8 heures de Doha    | Vincent Philippe, Guillaume Dietrich, Freddy Foray   | Suzuki   | Suzuki Endurance Racing Team |

## Classement

### Attribution des points
| Points | 60 | 50 | 44 | 37 | 32 | 26 | 20 |